# Фокинское сельское поселение
Фокинское се́льское поселе́ние — бывшее муниципальное образование в Чайковском муниципальном районе Пермского края Российской Федерации.
Административный центр — село Фоки.

## История
Статус и границы сельского поселения установлены Законом Пермской области от 9 декабря 2004 года № 1890-413 «Об утверждении границ и о наделении статусом муниципальных образований административной территории города Чайковского Пермского края»
Упразднено в 2018 году вместе с другими поселениями муниципального района путём их объединения в Чайковский городской округ.

## Население
| 2007  | 2010  | 2012  | 2013  | 2014  | 2015  | 2016  |
| ----- | ----- | ----- | ----- | ----- | ----- | ----- |
| 6365  | ↘5593 | ↗5624 | ↗5770 | ↘5755 | ↘5732 | ↗5760 |
| 2017  | 2018  |       |       |       |       |       |
| ↗5790 | ↘5782 |       |       |       |       |       |

## Состав сельского поселения
| №  | Населённый пункт   | Тип населённого пункта       | Население |
| -- | ------------------ | ---------------------------- | --------- |
| 1  | Ваньчики           | деревня                      | ↗6        |
| 2  | Гаревая            | деревня                      | ↘492      |
| 3  | Детский Дом        | посёлок                      | ↗4        |
| 4  | Жигалки            | деревня                      | ↘164      |
| 5  | Завод Михайловский | село                         | ↘173      |
| 6  | Каменный Ключ      | деревня                      | ↘167      |
| 7  | Карша              | деревня                      | ↗110      |
| 8  | Лукинцы            | деревня                      | ↗160      |
| 9  | Малая Соснова      | деревня                      | ↗5        |
| 10 | Оралки             | деревня                      | ↗27       |
| 11 | Русалевка          | деревня                      | ↗267      |
| 12 | Фоки               | село, административный центр | ↘3310     |
| 13 | Чумна              | деревня                      | ↘425      |

Ранее в состав сельского поселения входила деревня Поша.

## Местное самоуправление
Главы администрации
- Грохова Галина Антоновна
- Старикова Светлана Михайловна, глава поселения[14]